# George Underwood
George Bernard Underwood (Manchester, Nou Hampshire, 4 de novembre de 1884 – Boston, Massachusetts, 28 d'agost de 1943) va ser un atleta estatunidenc que va competir a primers del segle xx.
El 1904 va prendre part en els Jocs Olímpics de Saint Louis, en què guanyà una medalla d'or en la prova de les 4 milles per equips del programa d'atletisme. Underwood formà equip amb Arthur Newton, David Munson, Paul Pilgrim i Howard Valentine. En aquests mateixos Jocs disputà els 800 metres, on fou quart, i els 400 metres, on acabà entre la 7a i 12a posició.
Posteriorment fou un reconegut periodista esportiu que va treballar en diversos mitjans estatunidencs com el New York World, el Morning Telegraph Nova York, el Boston American o el Boston Globe.